# 世界跑酷錦標賽
世界跑酷錦標賽是由國際體操總會主辦的跑酷比賽。首屆大會原定於2020年舉行，但由於2019冠狀病毒病疫情而推遲，並延到2022年10月14日在日本東京都舉行。

## 歷史
國際體操總會於2017年將跑酷納入其比賽項目之一，引起了國際上想要自我管理的跑酷界的反對。
第一屆世界跑酷錦標賽原定於2020年4月3日至5日在廣島市舉行，但由於2019冠狀病毒病疫情而推遲。

## 賽事
| 年   | 屆 | 城市     | 國家 |
| ---- | -- | -------- | ---- |
| 2022 | 1  | 東京都   | 日本 |
| 2024 | 2  | 北九州市 | 日本 |